# アザミゲシ

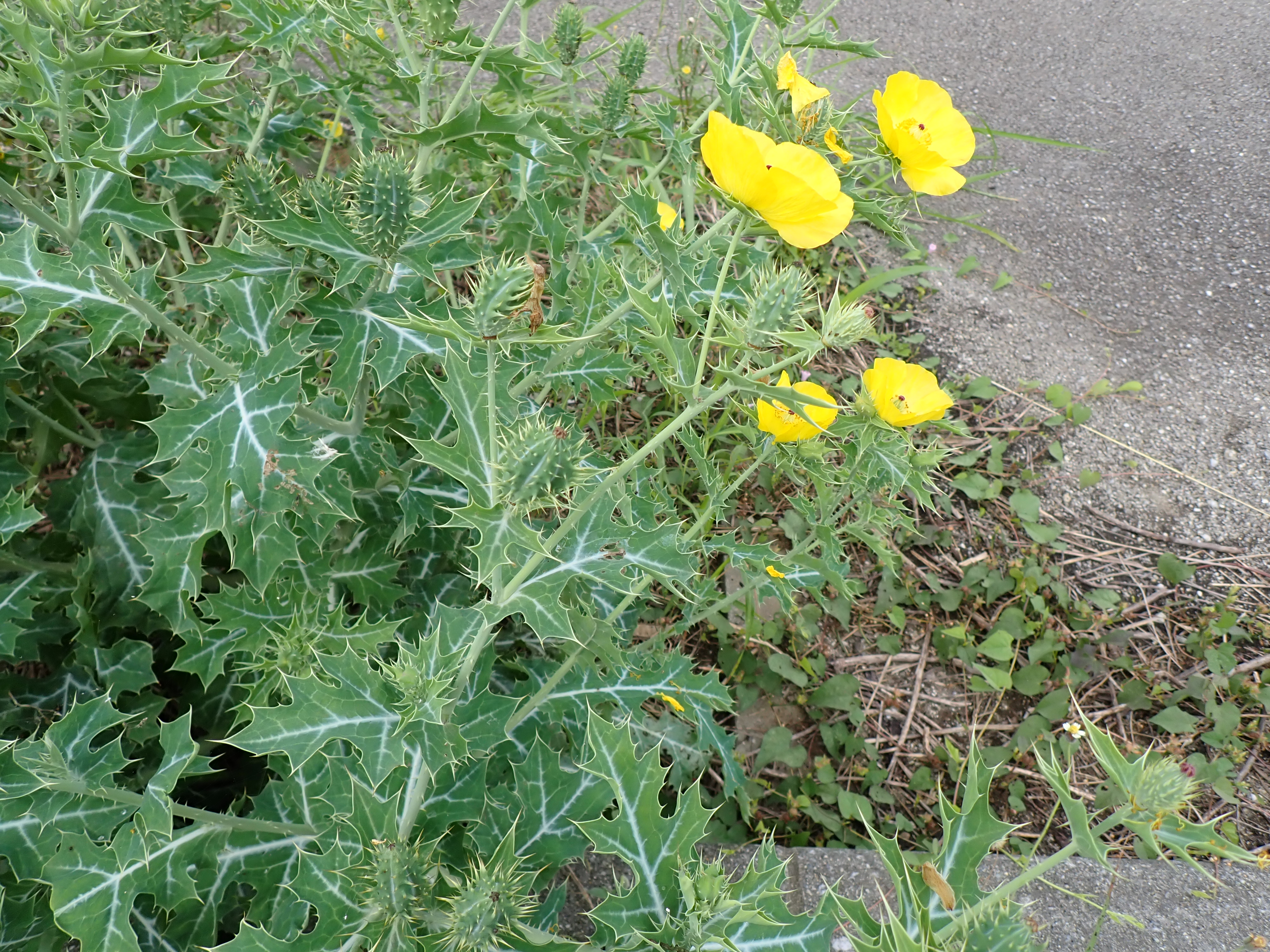
トゲのある果実

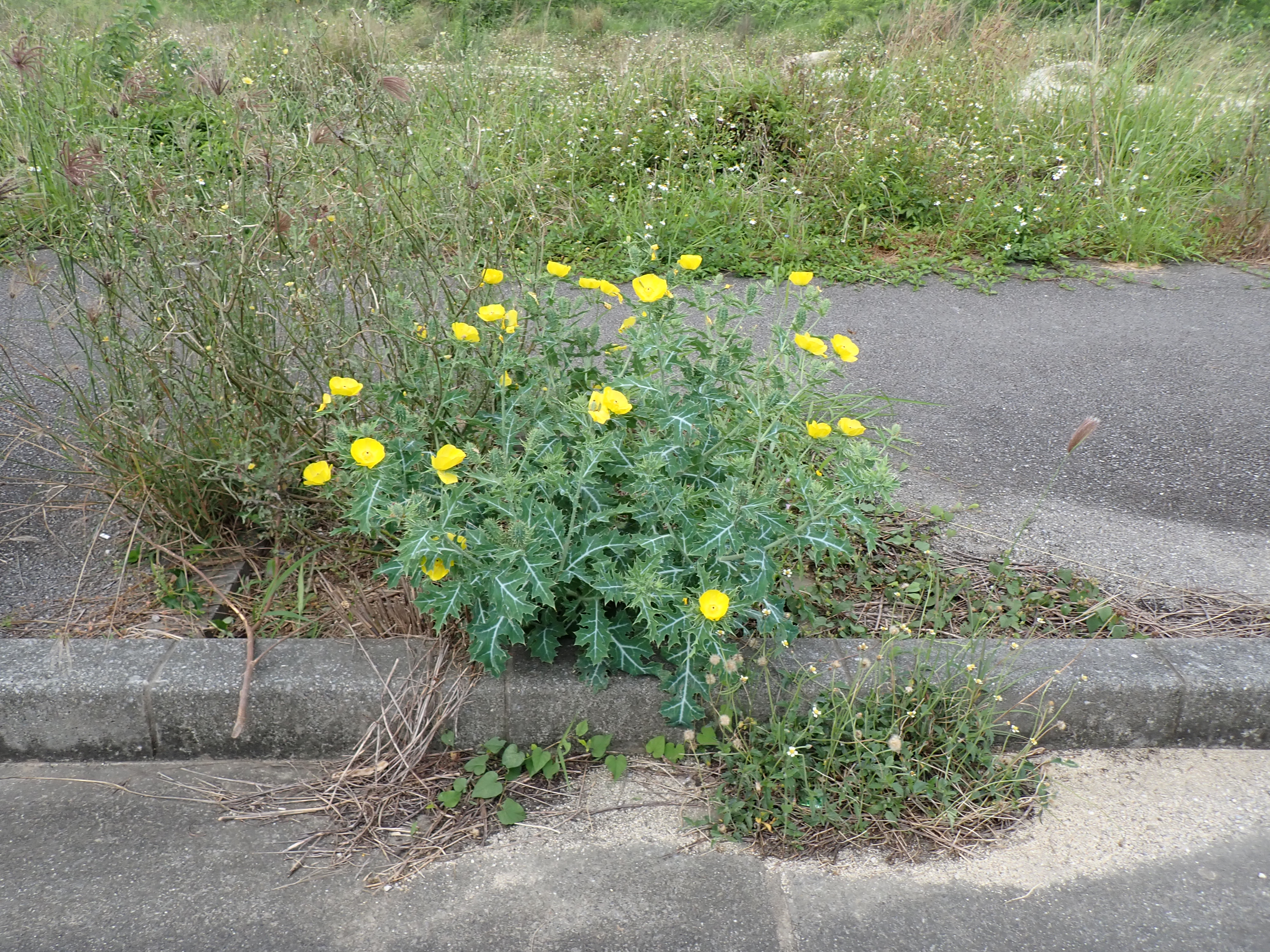
路傍に生育する様子

アザミゲシ（薊芥子、学名：Argemone mexicana）は、ケシ科アザミゲシ属の1–2年草。

## 特徴
高さ30–60 cm。葉は長さ10–25 cmで羽状に切れ込み、アザミのようなトゲ状の鋸歯縁となり、互生する。葉は青緑色で白っぽい脈が目立つ。茎や葉を傷つけると有毒の黄色い汁を出す。夏に直径7 cmほどの鮮黄色の花をつける。果実は直径2–3 cmの楕円形で、表面に多くのトゲがある。

## 分布と生育環境、利用
メキシコ原産で世界の熱帯各地に帰化。日本へは江戸末期に観賞用や薬用として渡来し栽培され、まれに逸出。種子から絞った油が灯火や石鹸などに用いられた。